# Ten Sleep
Ten Sleep est une municipalité américaine située dans le comté de Washakie au Wyoming.
Lors du recensement de 2010, sa population est de 260 habitants. La municipalité s'étend sur 0,18 milles carrés (0,47 km2).

## Histoire
La localité doit son nom au canyon de Ten Sleep, lui-même nommé par les Amérindiens en raison de sa localisation entre deux camps, situés à dix jours (ou « dix sommeils », en anglais : ten sleeps) de marche.
Le Ten Sleep mercantile, une boutique construite vers 1905, est inscrite au Registre national des lieux historiques depuis 1986.